# Asiagomphus amamiensis
Asiagomphus amamiensis (アマミサナエ Amami-Sanae) ist eine Libellenart aus der Gattung Asiagomphus in der Familie der Flussjungfern (Gomphidae).

## Verbreitungsgebiet und Gefährdungsstatus
Sie ist in Japan auf der Insel Amami-Ōshima und auf Okinawa Hontō endemisch. Ihr Verbreitungsgebiet hat somit eine Ausdehnung von weniger als 500 km².
Die Unterart Asiagomphus amamiensis amamiensis ist dabei auf den mittleren und südlichen Teil von Amami-Ōshima beschränkt, wohingegen die Unterart Asiagomphus amamiensis okinawanus auf der Nordseite Okinawas verbreitet ist.
Die Art wird von der IUCN als potentiell gefährdet ("Near Threatened") eingestuft.
Zu den Bedrohungen zählen die Abholzung geeigneter Lebensräume für die Entwicklung von Straßen und künstlicher Uferbefestigungen sowie Wasserverschmutzung. Der Gesamtbestand ist rückläufig, insbesondere die Population auf Okinawa.

## Merkmale und Lebensweise
Die Art gehört zu den Großlibellen mit einer Körperlänge von ca. 45 mm. Die Libelle weist ein sich wiederholendes gelbes Muster auf schwarzem Untergrund auf. In der Amami-Population haben sowohl männliche als auch weibliche Tiere ein blaues Facettenauge. Dies ist die einzige in Japan verbreitete Art von Gomphidae deren gesamtes Facettenauge bläulich ist. Bei der Population auf Okinawa ist es jedoch grün. Die Libellen leben entlang von Gebirgsbächen.

## Ähnliche Arten
- Asiagomphus yaeyamensis (jap. ヤエヤマサナエ Yaeyama Sanae)[4]

Diese Art hat kreisförmige gelbe Flecken am Bauch. Im Gegensatz zu anderen in Japan verbreiteten Arten der gleichen Gattung hat sie keinen gelben Streifen in der Mitte des Rückens. Die Art ist auf den Yaeyama-Inseln endemisch und hat kein mit A. amamiensis überlappendes Verbreitungsgebiet.
- Asiagomphus melaenops (jap. ヤマサナエ Yama Sanae)[5][6]

Die Art ist mit einer Körperlänge von 6–7 cm größer als A. amamiensis.
- Asiagomphus pryeri (jap. キイロサナエ Kiiro Sanae)[7]

Diese Art ist etwas größer als A. amamiensis. Sie ist auf dem Festland endemisch und hat kein überlappendes Verbreitungsgebiet mit A. amamiensis.